# 倉本寿彦
倉本 寿彦（くらもと としひこ、1991年1月7日 - ）は、神奈川県茅ヶ崎市出身のプロ野球選手（内野手）。右投左打。くふうハヤテベンチャーズ静岡所属。

## 経歴

### プロ入り前
小学校から野球を始め、藤沢リトルリーグに所属。この頃に横浜高等学校野球部のプレーを見て憧れるようになった。
茅ヶ崎市立萩園中学校時代は寒川シニアに所属。卒業後の進路は「お前では無理だ」と口を揃える中学野球関係者の反対を押しきり、横浜高等学校を一般入試で受験。晴れて合格し、憧れていた野球部に入部する。
入学後すぐに、あまりの練習の厳しさとレベルの違いに打ちのめされ、野球部を辞めようとしたことがあった。しかし母から「好きな野球をやると自分で決めたのなら、最後までやり抜きなさい」と叱咤され思い直し、以来、心が折れるたび、その言葉を支えに立ち上がってきた。
横浜高校では2年時からレギュラーに定着。3年時に1番・三塁手として同学年の土屋健二、1学年後輩の筒香嘉智らと共に第90回全国高等学校野球選手権全国大会に出場。準決勝で浅村栄斗擁する大阪桐蔭高校に敗れたものの、2001年以来7年ぶりのベスト4進出に貢献した。
高校卒業後に進学した創価大学では、東京新大学野球のリーグ戦で、3年秋と4年春にベストナインを獲得。同学年のチームメイトに小川泰弘がいた。
大学4年時にプロ志望届を提出したが、小川が2012年のドラフト会議で東京ヤクルトスワローズから2位指名を受けたのに対して、自身はどの球団からも指名されなかったため、大学卒業後は日本新薬へ入社した。硬式野球部では1年目から正遊撃手に定着し、社会人野球日本選手権大会に出場したほか、2014年の仁川アジア大会には、野球日本代表の一員として出場した。
2014年10月23日に行われたドラフト会議では、横浜DeNAベイスターズから3位指名を受け、契約金6000万円、年俸1200万円（金額は推定）という条件で入団した。背番号は5。筒香や土屋とは高校以来のチームメイトになった。入団後の12月8日には、遊撃手として社会人野球のベストナインに選ばれた。
高校時代の恩師である渡辺元智は倉本がドラフト指名された時「まさか倉本がプロに行くとは思わなかった」と正直な感想を漏らしている。また、本人は2014年をプロ挑戦最後の年と決めていたが、その願いが達成された格好となった。

### DeNA時代

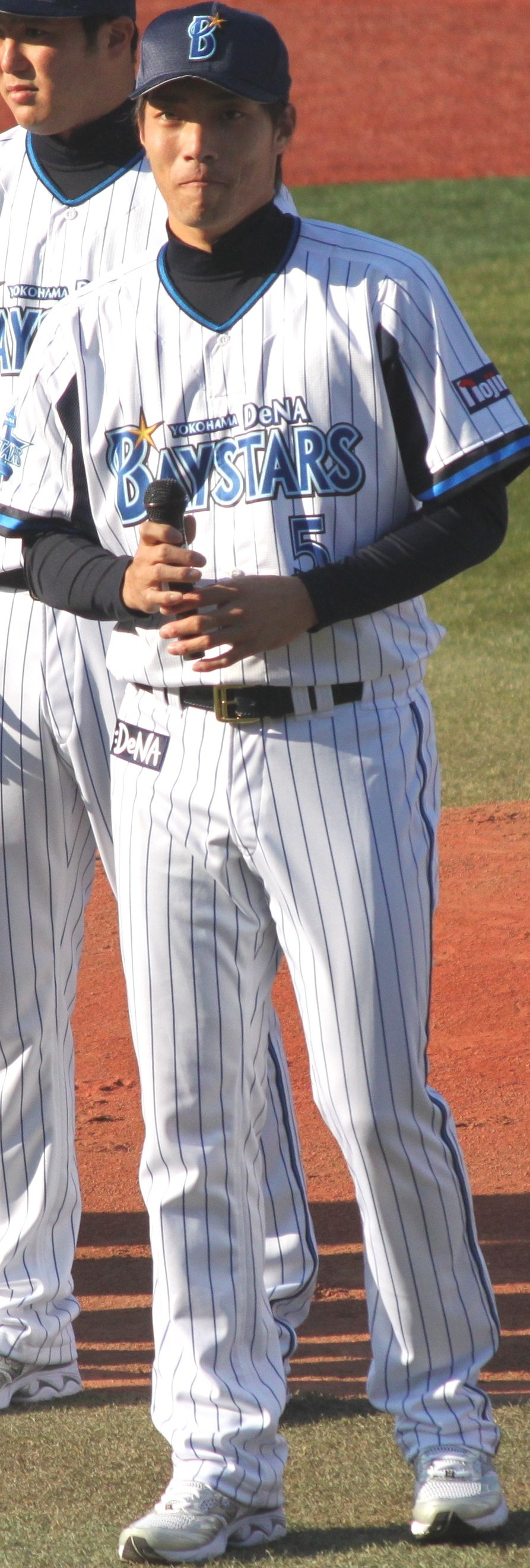
2014年11月22日横浜スタジアムにて

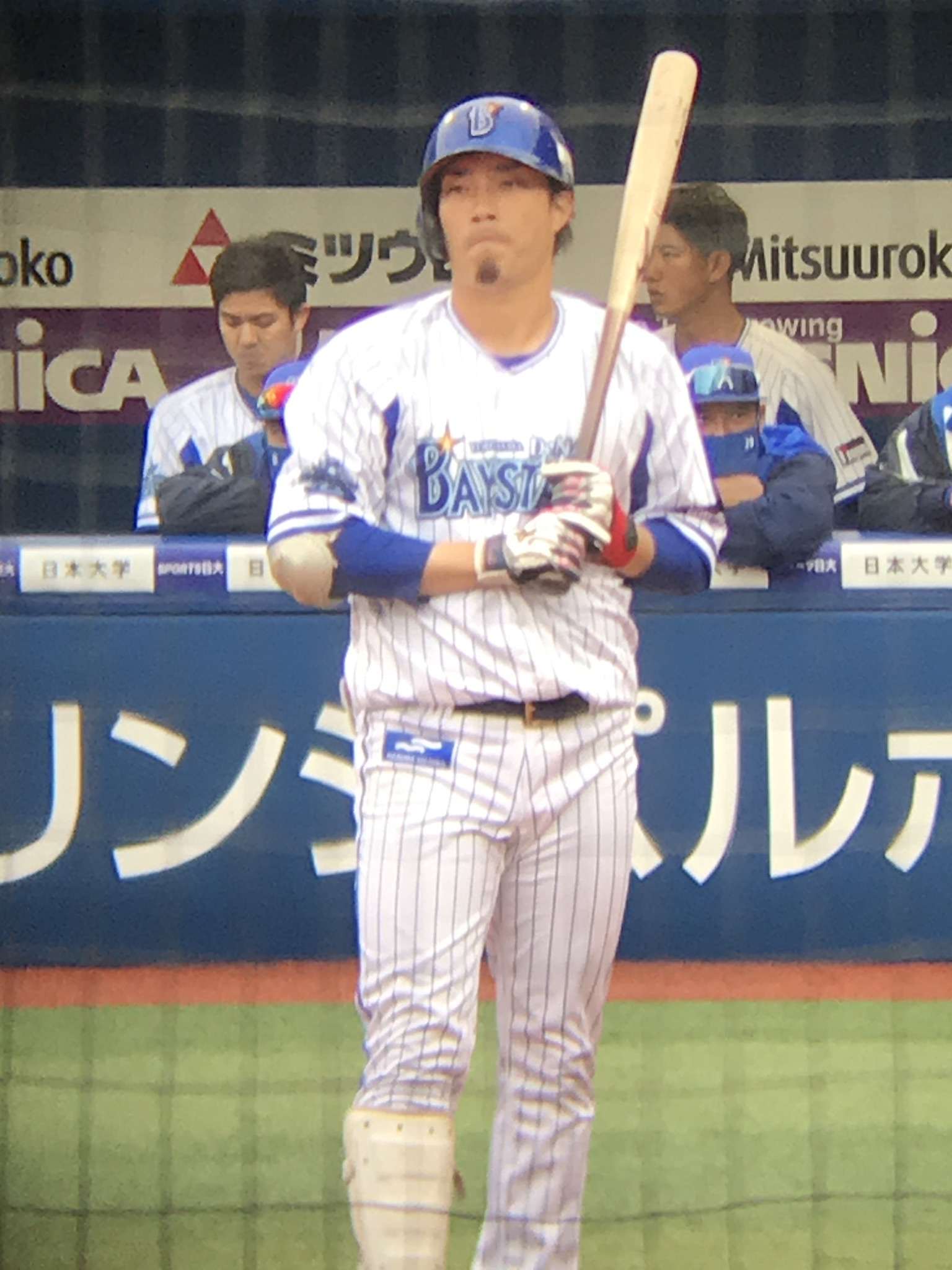
2021年3月5日横浜スタジアムにて

2015年は、開幕一軍入りを果たすと、3月27日に読売ジャイアンツとの開幕戦（東京ドーム）で「7番・遊撃手」としてスタメンで一軍公式戦にデビュー。DeNAの新人選手が、遊撃手として一軍の開幕戦にスタメンで起用された事例は、大洋ホエールズ時代の1971年の野口善男以来44年ぶりであった。5回表の第2打席で、菅野智之からプロ初安打を記録した。前半戦ではスタメンでの起用が続いたが、打撃不振や失策の増加などから、シーズンを通して一軍と二軍を2回往復。一軍公式戦全体では、遊撃手として65試合にスタメンで起用されたが、102試合の出場で打率.208にとどまった。
2016年は、一軍の開幕戦から「6番・遊撃手」としてスタメンに定着。5月12日の対中日ドラゴンズ戦（横浜スタジアム）では、同点で迎えた10回裏無死満塁の打席で、プロ入り後初めてサヨナラ安打を放った。7月29日の対広島東洋カープ戦（マツダスタジアム）では、プロ入り後初めて1試合5安打を記録した。打撃面では、9月19日の対広島戦（横浜）まで打率3割をキープ。最終的に、レギュラーシーズンを打率3割で終えられなかったものの、セントラル・リーグの規定打席に到達。シーズンを通じて正遊撃手に定着し、6番打者として82試合、7番打者として36試合、5番打者として14試合に出場した。守備面では、失策数を6にとどめ、遊撃手としてはリーグ2位の守備率.989を記録し、球団史上初となるクライマックスシリーズ（CS）進出に貢献した。
2017年は、4月14日の対東京ヤクルトスワローズ戦（横浜）で初めて9番打者に起用され、5月4日の対巨人戦（東京ドーム）を境に9番へ定着した。打線の8番に投手を組み込む監督のアレックス・ラミレスの方針（詳細後述）によるもので、打撃が復調しても、NPB全12球団で規定打席を満たしている野手ではただ1人9番打者への起用を継続。前述の巨人戦以降に9番以外の打順で出場した試合は、6番で起用された6月14日の対千葉ロッテマリーンズ戦（横浜）だけであった。8月16日の対中日戦（横浜）では、2-2の同点で迎えた9回裏一死一塁の打席で、前年に続く自身2度目のサヨナラ安打を記録。9月12日の対広島戦（マツダ）2回表の打席では2点適時打を打ち、プロ入り後自己最多のシーズン44打点を達成すると、最終的には50打点にまで伸ばした。レギュラーシーズンで一軍公式戦全143試合フルイニング出場を初めて果たすなど、正遊撃手としてチームの2年連続クライマックスシリーズ進出に貢献した。得点圏打率でリーグ2位の .342を記録し、通算3度のサヨナラ打を打つなど勝負強いバッティングを見せた。しかし、打率（.262）が前年の.294から低下し、102三振を記録。守備面では、失策数（14）が前年から倍増したほか、守備率も.979にまで低下した。チームのCS突破を経て臨んだ福岡ソフトバンクホークスとの日本シリーズでは、1点リードで迎えた第2戦7回裏一死一塁の場面で今宮健太が打ったゴロを捌いた二塁手・柴田竜拓からの送球を落球。このプレーで併殺を完成させられず、チームはソフトバンクに逆転負けを喫した。しかし、第3戦では3安打を放ち、遊撃の守備でも好プレーを見せた。チームは第6戦での延長11回サヨナラ負けで日本一を逃したが、倉本自身は全6試合に出場、打率.333。最終的にレギュラーシーズン、クライマックスシリーズ、日本シリーズの156試合全てにフルイニング出場を果たし、不動のレギュラーかつチームの看板選手としての地位を確立した。
2018年は、国内FA権の行使によって阪神から移籍した大和を正遊撃手へ起用するチーム方針の下で、「9番・二塁手」として一軍公式戦をスタート。開幕4戦目であった4月4日の対阪神タイガース戦では、8回裏の第4打席で四球を選んで出塁した後に宮本秀明を代走へ送られ、フルイニング出場記録が途切れた。開幕当初からの打撃不振に加え、課題としていた守備にもミスが目立ち5月31日には出場選手登録を抹消された。6月29日から一軍に復帰するが、7月の月間打率は.188と打撃の状態は向上せず、8月以降はスタメン出場は相性の良い広島戦に限定されるようになっていった。最終的に出場試合数は85試合と前年より減少し、得点圏打率も前年の.342から.255と大きく成績を落とした。
2019年は、首脳陣に「もう一度遊撃で勝負させてほしい」と直訴し、大和と正遊撃手を争う形となった。開幕一軍入りは果たしたものの、オープン戦から極度の打撃不振に陥る。レギュラーシーズンに入っても打撃が上向かず出場試合数は24試合で打率.121、本塁打も0本に終わったが、WAR-0.6はキャリアハイであった。
2020年は、オープン戦は二軍で迎えたが開幕は一軍で迎えた。開幕直後は守備固め、代打による出場が多かったが対左投手時の打率が4割を超えていたことから次第に左投手先発時を中心に出場機会を得る。8月9日のヤクルト戦では、山中浩史から満塁本塁打を放った。9月には5試合連続マルチヒットを打ち打率を.342まで上昇させたが、終盤に調子を落とし最終的には82試合の出場、打率.276でシーズンを終えた。しかしながら遊撃手として55試合のスタメン出場はチームとして最多であり、三振率、選球眼を改善させたシーズンとなった。
2021年は、開幕一軍入りしたものの、5月9日の阪神戦の初回、一塁へのヘッドスライディングで負傷し翌10日に登録抹消、左手薬指の第二関節脱臼及び中節骨剥離骨折と診断された。最終的には46試合の出場、打率.208でシーズンを終え、前年よりも打撃成績が悪化した。
2022年は、開幕当初は一軍入りしていたものの、クライマックスシリーズではベンチから外れていた。DeNAは10月16日、2023年シーズンの契約を結ばないことを通知したと発表した。本人は現役続行を表明した。

### 日本新薬復帰
2023年3月、プロ入り前に所属していた日本新薬硬式野球部へ戻り、社会人野球からプロへの復帰を目指すことが報じられた。DeNA退団後に様々なオファーがあった中、当初はとあるチームからの指導者としての誘いに興味を惹かれ、そのチームに所属する方向で話が進んでいた。そのため日本新薬からのオファーに断りを入れに行った際、日本新薬の会長・前川重信から「最後までひとつの選択肢として残しておいたらいいじゃないか。返事はいつでもいいから」と言われた。その数日後、指導者としての誘いの話が立ち消えになってしまい、選択肢として残していた日本新薬への入部に至った。
チームリーダーとしてプレーし、11月の社会人野球日本選手権の1回戦には2番・二塁手でスタメン出場し、チームは敗退したものの、チームで唯一複数安打を打つなど存在感を発揮した。しかし、同月下旬には、今季限りで退部することが報じられた。監督交代に伴うチーム方針の大幅な変更を受け、やむを得ず退部を選んだものであり、この時点では次の進路は決まっていなかった。
同年12月3日、横浜スタジアムの45周年記念イベント「YOKOHAMA STADIUM 45th DREAM MATCH」に、横浜高校出身者として神奈川高校野球レジェンドチームに参加し、DeNAの球団オールスターチームと対戦した。この場でもあらためて現役続行の意思があることを表明した。

### くふうハヤテ時代
12月7日に、翌2024年からのウエスタン・リーグへの参加の承認を受けたハヤテ223（当時チーム名未定、その後「くふうハヤテベンチャーズ静岡」と発表）が倉本の入団を発表した。この入団はくふうハヤテ側からのオファーではなく、別件で山下大輔と連絡を取り合っていた中で、山下がくふうハヤテのGMを務めていたことから、倉本自身から頼み込んで入団が実現したものであった。
2024年、くふうハヤテでは二塁、三塁、遊撃のポジションに就き、4番打者を務める試合もある。NPB12球団の選手補強期限である7月31日までに40試合に出場し、3割近い打率を挙げていたが、シーズン中のNPB復帰はならなかった。最終的な成績は65試合の出場で0本塁打、25打点、1盗塁、規定打席には遠く届かないものの.349の高打率を記録した。
2025年もくふうハヤテで現役を続行。チームの中心選手として起用され、7月31日までにNPB球団からのオファーがなかったものの、8月9日の時点では.296の打率でリーグの首位打者に浮上した。

## 選手としての特徴

### 打撃

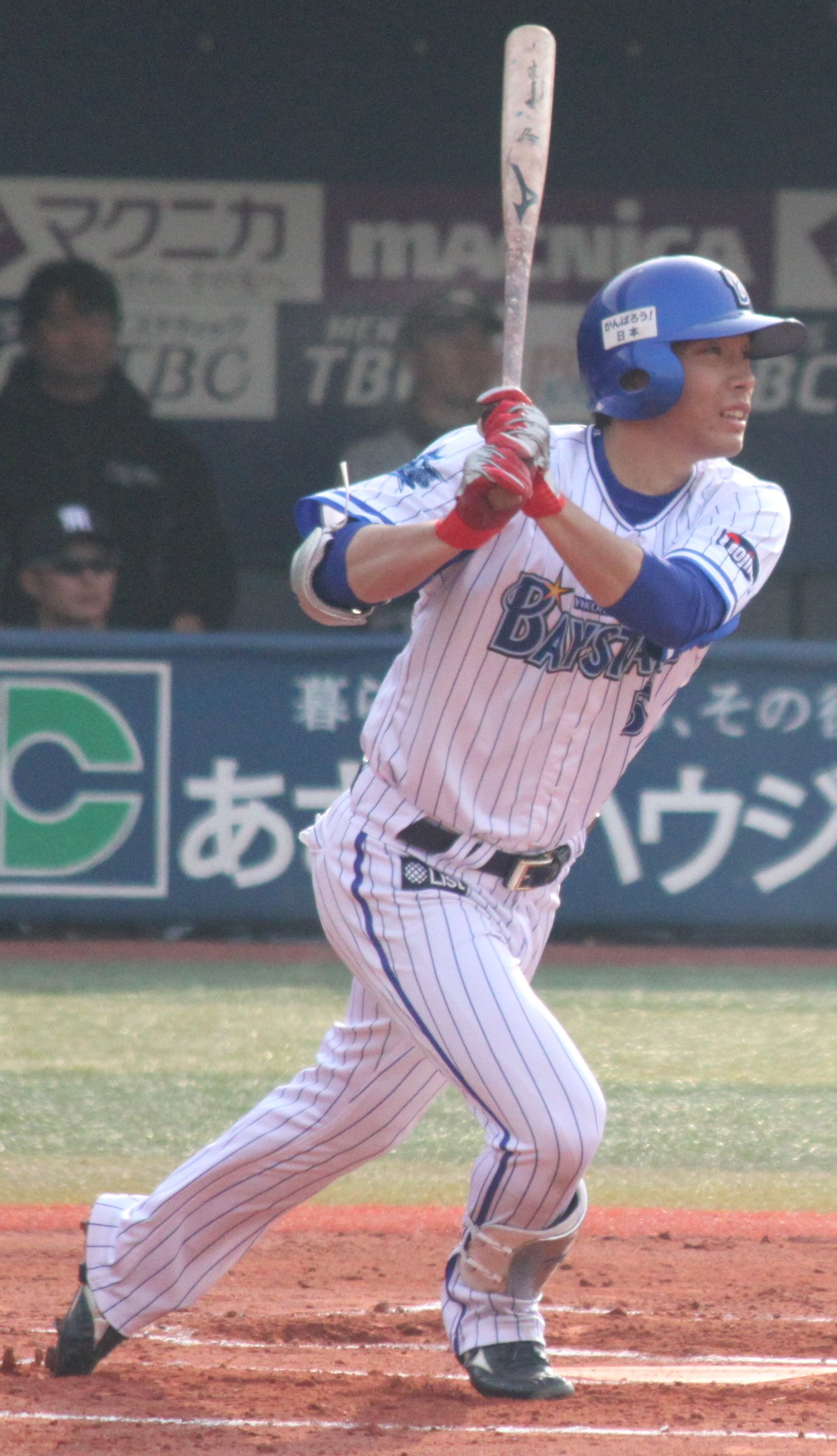
2015年3月15日、横浜スタジアムにて

プロ入り前の日本新薬時代に門田博光から打撃のアドバイスを受けた影響で、DeNA1年目のシーズン中盤までは、門田の現役時代のような一本足打法を採用していた。しかし、打撃不振に陥ったため、シーズンの終盤にすり足打法へ変更した。2年目には、振り子打法に近いフォームに改変している。
2016年にセ・リーグ1位の520本のファウルを打った一方で初球から積極的にスイングするため四球が少なく、2017年には規定打席到達者中リーグワーストの18個を記録した。
前述したように、DeNA3年目の2017年には、ラミレスの方針でおおむね9番打者を任されていた。起用当初は、スタメンから外すことをラミレスに直談判することも考えたほどの打撃不振に見舞われていたため、「不振による打順の降格」と見られていた。9番打者に定着してからは、自身の出塁へ集中することによって、打率が例年の水準にまで上昇。「8番に入れた投手で攻撃を終えても、倉本から始まる次の回の攻撃で上位打線へつなぐことができる」というメリットと相まって、打線全体の得点力の向上にも貢献している。なお、2018年にも、開幕当初は主に9番へ起用されていた。

### 守備・走塁
50メートル走6秒1の俊足、遠投105メートルの強肩と身体能力が高く、プロ入り前の日本新薬時代には「鳥谷2世」と呼ばれていた。
DeNAへの入団1年目から2年連続で.980台の守備率を記録し、堅実な守備が持ち味とされていた。ラミレスからは、「僕が求める守備は確実にアウトを取ってくれること。倉本に打球が飛んだ時点で、相手チームはその先の可能性はないと諦める。倉本の守備は相手に絶望を与える」と絶大な信頼を置かれていた。しかし、高木豊は遊撃手としての守備に厳しい評価を下し、ゼネラルマネージャーだった高田繁からは守備範囲が狭いことを指摘されていた。
遊撃手としては一定水準の送球の強さを持つが、動作の俊敏性に欠け、三遊間の打球の処理を苦手としている。なお、DELTA算出のUZRでは、入団以来一貫してマイナスを記録し、2017年は500イニング以上出場した遊撃手としては両リーグワーストの-17.0を記録した。

## 人物
愛称は「トシ」など。
実妹は元日立ソフトボール部の倉本美穂。シーズンオフには共に練習をすることもあった。
グラウンドではポーカーフェイスを貫いている。
努力家であり、中学時代は「もう帰れ」と言われるまで練習していた。
憧れのプロ野球選手に横浜ベイスターズで活躍した石井琢朗を挙げており、DeNAに入団後は石井と同じ背番号5を背負っている。石井とはプロ入り後に対面し、「現役を引退するまで5番をつけていろよ。ベイスターズの背番号5は倉本と言われるまで頑張れ」と激励されている。また、石井の横浜時代に打席で使用された応援歌の継承を目指しており、石井からは「レギュラーとして納得できる成績が残せるようになれば使っていいよ」と言われている。なお、2015年途中からは石井の大洋時代の応援歌（石井の初代応援歌で上記とは別の曲。元々は日野善朗に使用されていたもの）が倉本に使用されている（応援団のブログなどより）。

## 詳細情報

### 年度別打撃成績
| 年 度     | 球 団     | 試 合 | 打 席 | 打 数 | 得 点 | 安 打 | 二 塁 打 | 三 塁 打 | 本 塁 打 | 塁 打 | 打 点 | 盗 塁 | 盗 塁 死 | 犠 打 | 犠 飛 | 四 球 | 敬 遠 | 死 球 | 三 振 | 併 殺 打 | 打 率 | 出 塁 率 | 長 打 率 | O P S |
| --------- | --------- | ----- | ----- | ----- | ----- | ----- | -------- | -------- | -------- | ----- | ----- | ----- | -------- | ----- | ----- | ----- | ----- | ----- | ----- | -------- | ----- | -------- | -------- | ----- |
| 2015      | DeNA      | 102   | 265   | 245   | 11    | 51    | 4        | 0        | 2        | 61    | 20    | 0     | 0        | 7     | 1     | 10    | 0     | 2     | 60    | 8        | .208  | .244     | .249     | .493  |
| 2016      | DeNA      | 141   | 566   | 534   | 38    | 157   | 19       | 2        | 1        | 183   | 38    | 2     | 3        | 5     | 3     | 22    | 0     | 2     | 98    | 13       | .294  | .323     | .343     | .665  |
| 2017      | DeNA      | 143   | 539   | 507   | 49    | 133   | 27       | 1        | 2        | 168   | 50    | 3     | 1        | 9     | 1     | 18    | 0     | 4     | 102   | 10       | .262  | .292     | .331     | .624  |
| 2018      | DeNA      | 85    | 235   | 228   | 11    | 53    | 7        | 0        | 1        | 63    | 14    | 1     | 2        | 0     | 1     | 6     | 0     | 0     | 51    | 5        | .232  | .251     | .276     | .527  |
| 2019      | DeNA      | 24    | 35    | 33    | 1     | 4     | 1        | 0        | 0        | 5     | 2     | 0     | 1        | 0     | 0     | 2     | 0     | 0     | 7     | 0        | .121  | .171     | .152     | .323  |
| 2020      | DeNA      | 82    | 216   | 199   | 19    | 55    | 4        | 0        | 1        | 62    | 17    | 0     | 0        | 0     | 0     | 16    | 2     | 1     | 42    | 2        | .276  | .333     | .312     | .645  |
| 2021      | DeNA      | 46    | 74    | 72    | 5     | 15    | 0        | 0        | 0        | 15    | 6     | 0     | 0        | 0     | 0     | 2     | 0     | 0     | 17    | 2        | .208  | .230     | .208     | .438  |
| 2022      | DeNA      | 44    | 54    | 52    | 3     | 9     | 0        | 0        | 1        | 12    | 2     | 0     | 0        | 1     | 0     | 1     | 0     | 0     | 12    | 0        | .173  | .189     | .231     | .419  |
| 通算：8年 | 通算：8年 | 667   | 1984  | 1870  | 137   | 477   | 62       | 3        | 8        | 569   | 149   | 6     | 7        | 22    | 6     | 77    | 2     | 9     | 389   | 40       | .255  | .287     | .304     | .591  |

- 2022年度シーズン終了時
- 各年度の太字はリーグ最高

### 年度別守備成績
| 年 度 | 球 団 | 一塁  | 一塁  | 一塁  | 一塁  | 一塁  | 一塁     | 二塁  | 二塁  | 二塁  | 二塁  | 二塁  | 二塁     | 三塁  | 三塁  | 三塁  | 三塁  | 三塁  | 三塁     | 遊撃  | 遊撃  | 遊撃  | 遊撃  | 遊撃  | 遊撃     |
| 年 度 | 球 団 | 試 合 | 刺 殺 | 補 殺 | 失 策 | 併 殺 | 守 備 率 | 試 合 | 刺 殺 | 補 殺 | 失 策 | 併 殺 | 守 備 率 | 試 合 | 刺 殺 | 補 殺 | 失 策 | 併 殺 | 守 備 率 | 試 合 | 刺 殺 | 補 殺 | 失 策 | 併 殺 | 守 備 率 |
| ----- | ----- | ----- | ----- | ----- | ----- | ----- | -------- | ----- | ----- | ----- | ----- | ----- | -------- | ----- | ----- | ----- | ----- | ----- | -------- | ----- | ----- | ----- | ----- | ----- | -------- |
| 2015  | DeNA  | -     | -     | -     | -     | -     | -        | -     | -     | -     | -     | -     | -        | -     | -     | -     | -     | -     | -        | 100   | 109   | 228   | 7     | 47    | .980     |
| 2016  | DeNA  | -     | -     | -     | -     | -     | -        | -     | -     | -     | -     | -     | -        | 8     | 3     | 7     | 0     | 3     | 1.000    | 139   | 189   | 369   | 6     | 59    | .989     |
| 2017  | DeNA  | -     | -     | -     | -     | -     | -        | -     | -     | -     | -     | -     | -        | -     | -     | -     | -     | -     | -        | 143   | 233   | 409   | 14    | 80    | .979     |
| 2018  | DeNA  | -     | -     | -     | -     | -     | -        | 58    | 110   | 134   | 3     | 31    | .988     | 29    | 8     | 7     | 0     | 0     | 1.000    | 8     | 9     | 17    | 2     | 1     | .929     |
| 2019  | DeNA  | -     | -     | -     | -     | -     | -        | -     | -     | -     | -     | -     | -        | 6     | 0     | 2     | 0     | 0     | 1.000    | 9     | 13    | 16    | 1     | 2     | .967     |
| 2020  | DeNA  | -     | -     | -     | -     | -     | -        | 4     | 4     | 12    | 0     | 2     | 1.000    | 13    | 0     | 3     | 1     | 1     | .750     | 64    | 69    | 155   | 3     | 27    | .987     |
| 2021  | DeNA  | -     | -     | -     | -     | -     | -        | -     | -     | -     | -     | -     | -        | 8     | 0     | 3     | 0     | 0     | 1.000    | 25    | 14    | 29    | 0     | 6     | 1.000    |
| 2022  | DeNA  | 21    | 46    | 7     | 1     | 5     | .981     | -     | -     | -     | -     | -     | -        | 23    | 8     | 6     | 0     | 1     | 1.000    | 1     | 0     | 2     | 0     | 1     | 1.000    |
| 通算  | 通算  | 21    | 46    | 7     | 1     | 5     | .981     | 62    | 114   | 146   | 3     | 33    | .989     | 87    | 19    | 28    | 1     | 5     | .979     | 489   | 636   | 1225  | 33    | 223   | .983     |

- 2022年度シーズン終了時
- 各年度の太字はリーグ最高

### 記録
初記録
- 初出場・初先発出場：2015年3月27日、対読売ジャイアンツ1回戦（東京ドーム）、7番・遊撃手で先発出場
- 初打席：同上、2回表に菅野智之から二ゴロ
- 初安打：同上、5回表に菅野智之から右前安打
- 初打点：2015年3月31日、対広島東洋カープ1回戦（横浜スタジアム）、3回裏に大瀬良大地から左犠飛
- 初本塁打：2015年7月4日、対阪神タイガース12回戦（横浜スタジアム）、6回裏に松田遼馬から中越2ラン
- 初盗塁：2016年4月3日、対阪神タイガース3回戦（横浜スタジアム）、2回裏に二盗（投手：藤川球児、捕手：梅野隆太郎）

### 背番号
- 5（2015年 - 2022年、2024年 - ）

### 登場曲
- 「波乗りジョニー」桑田佳祐（2015年 - ）
- 「ガムシャランナー」吉田山田（2016年）
- 「一笑懸命」遊助（2016年）
- 「100万年の幸せ」桑田佳祐（2017年 - ）
- 「君に捧げる応援歌」HIPPY（2017年 - ）
- 「The Time Is Now」（2017年 - ）[注 2]
- 「勝手にシンドバッド」サザンオールスターズ（2021年 - ）